# وگا (گیجون)
وگا (گیجون) (به اسپانیایی: Vega (Gijón)) یک عوارض جغرافیایی در اسپانیا است که در خیخن واقع شده‌است.

## خصوصیات
وگا ۳٬۵۰۷ نفر جمعیت دارد.